# Helena Bambasová
Helena Bambasová (15. září 1958 Chlumec nad Cidlinou – 30. května 2022) byla státní úřednice a česká diplomatka. Byla velvyslankyní ČR v Nizozemsku v letech 1997 až 2001, v Maďarsku v letech 2010 až 2014 a na Kypru v letech 2015 až 2021. V letech 1994 až 1997 byla náměstkyní ministra zahraničních věcí ČR (MZV) Josefa Zieleniece – člena ODS ve vládách Václava Klause, v letech 2006 až 2010 ministrů Alexandra Vondry – nestraníka za ODS a později člena ODS, Karla Schwarzenberga – nestraníka za Stranu zelených, oba ve vládách Mirka Topolánka, Jana Kohouta – nestraníka za ČSSD v úřednické vládě Jana Fischera a opět Karla Schwarzenberga – tentokrát předsedy TOP 09, kterou v červnu 2009 spoluzaložil, ve vládě Petra Nečase. Byla členkou dozorčí rady České exportní banky, a.s. a Exportní garanční a pojišťovací společnosti, a.s. a členkou Rady vlády pro rovnost žen a mužů. Do května 2022 byla vedoucí personálního odboru MZV, který poté vedla politička a diplomatka Jana Hybášková.

## Život
V roce 1984 získala titul inženýr v oboru ekonometrie na fakultě řízení na Vysoké škole ekonomické v Praze. Po ukončení studia, v letech 1985 až 1991, pracovala jako výzkumný pracovník ve Výzkumném ústavu obchodu. V letech 1991 až 1992 zastávala funkci náměstkyně ředitele CERGE – Centra pro ekonomický výzkum a postgraduální vzdělání Univerzity Karlovy v Praze a University of Pittsburgh v USA.
Na Ministerstvu zahraničních věcí ČR (MZV ČR) pracovala přes třicet let. Za svou bohatou diplomatickou kariéru zastávala řadu významných pozic v rámci ministerstva.
V letech 1992–1994 pracovala jako vrchní ředitelka Administrativní sekce MZV. V letech 1994–1997 byla náměstkyní ministra zahraničí Josefa Zieleniece. V letech 1997–2001 zastávala post velvyslankyně v Nizozemsku. V letech 2001–2002 působila jako výkonná (ekonomická) ředitelka pražského summitu NATO MZV ČR, kdy se rozhodlo o velkém rozšíření Aliance o sedm zemí. Od ledna 2003 byla vrchní ředitelkou Personální sekce MZV ČR a v roce 2004 se stala vrchní ředitelkou Sekce dvoustranných vztahů a rozvojové spolupráce MZV ČR. V roce 2005, kdy měla na starost teritoriální sekci II, jí a státnímu tajemníkovi Vladimíru Zavázalovi nabídl ministr zahraničí Cyril Svoboda ambasádu v Itálii. V letech 2006–2010 byla náměstkyní ministrů zahraničí Alexandra Vondry, Karla Schwarzenberga, Jana Kohouta a opět Karla Schwarzenberga ve vládě Petra Nečase, kdy se stala 1. náměstkyní MZV ČR a kdy ji 29. srpna 2010 z důvodu jejího odjezdu do Maďarska jako velvyslankyně za ČR vystřídal v pozici náměstka Tomáš Dub z ODS. Poté v letech 2010–2014 zastávala post velvyslankyně v Maďarsku a od dubna 2015 byla do roku 2021 velvyslankyní na Kypru. Svědčila také u soudu v případě aféry z roku 2011, kdy byl bývalý generální sekretář MZV a český velvyslanec v Thajsku Milan Sedláček, který měl zcizit 1,5 milionu Kč, dvakrát zproštěn viny – soudkyně Helena Králová uvedla, že státu žádná škoda nevznikla a že „svědkyně Helena Bambasová, která byla náměstkyní ministra zahraničí, vypověděla, že Sedláček měl pravomoc podepsat příslušné smlouvy nebo pověřit další osobu k jejich popisu.“ Do května 2022 byla vedoucí personálního odboru (PERS) MZV, kterého se po ní ujala politička a diplomatka Jana Hybášková.
Byla vdaná, měla dva syny.